# 湯来温泉
湯来温泉（ゆきおんせん）は、広島県広島市佐伯区湯来町大字多田（旧国安芸国）にある温泉。「広島の奥座敷」と称される温泉地である。同じ佐伯区湯来町にある湯の山温泉とともに一体的に国民保養温泉地となっている。両温泉で湯来・湯の山温泉とも称される。

## 泉質
国民保養温泉地計画書によると湯来温泉には旧泉源（動力揚水、民間所有）と新泉源（自然湧水、広島市所有）があり、いずれもアルカリ性単純弱放射能冷鉱泉としている。いずれも泉源温度は低く、浴用にボイラーで加熱している。
- 旧泉源
  - 泉質 - アルカリ性単純弱放射能温泉[1]
  - 温度 - 27.1℃[1]
  - 民間所有で一部は個人住居で利用されている[1]。
- 新泉源
  - 泉質 - アルカリ性単純弱放射能温泉[1]
  - 温度 - 28.3℃[1]

2025年の広島県の資料によると、源泉には「湯来温泉」と「多田字湯来」（いずれも単純弱放射能温泉、湯来ロッジにも使用）があり、このほか湯来温泉湯元貸切露天風呂「誠の桧湯」が利用する「湯来温泉湯元」（アルカリ性単純弱放射能冷鉱泉）が登録されている。

## 温泉街
打尾谷川沿いに温泉街がある。2025年には国民宿舎「湯来ロッジ」と「河鹿荘」の2軒が存在するが、河鹿荘はボイラーの故障により冷泉の加熱ができなくなり2023年12月より休業している。かつて24時間利用できる共同浴場が存在したが、深夜の利用マナーなどが問題となり2000年に閉鎖され、2019年に貸切の露天風呂としてリニューアルされている。温泉街のある湯来町の名物は山ふぐというコンニャク料理で、温泉街の旅館でも楽しむことが出来る。

## 歴史
開湯は1500年前（大同年間）とされる。開湯伝説によれば、渓流のほとりで白鷺が傷を癒しているところを村人が発見したとされる。白鷺にまつわる開湯伝説がある温泉地は、他にも下呂温泉、湯田川温泉、下田温泉、湯郷温泉などがある。慶長年間（1596年 - 1615年）には、芸陽唯一の温泉場として賑わった。江戸期には、「多田村温泉」とも呼ばれた。
1955年（昭和30年）に湯来温泉がまず国民保養温泉地となった後、1972年（昭和47年）に湯の山温泉が国民保養温泉地となり、1991年（平成3年）に湯の山温泉とともに国民保健温泉地となった。

### 年表
- 1950年、開発により「温泉開き」が行われ、「広島湯来温泉」と命名される。
- 1955年7月4日、国民保養温泉地に指定。
- 1991年7月18日、湯の山温泉とともに国民保健温泉地に指定。
- 2000年　共同湯が閉鎖される。
- 2009年11月、広島市国民宿舎「湯来ロッジ」がリニューアルオープン。湯来町の体験型観光の拠点として、「湯来交流体験センター」が併設オープン。
- 2019年12月、かつての共同浴場が、「湯来温泉湯元貸切露天風呂　誠の桧湯」として、19年ぶりに復活。

## 市有施設

### 国民宿舎「湯来ロッジ」
1966年（昭和41年）に水内川沿いに「広島市国民宿舎湯来ロッジ」が開設された。国民宿舎「湯来ロッジ」では、湯来温泉のほか多田字湯来（単純弱放射能温泉、湧出量1,000L/分）の源泉も利用している。
2009年（平成21年）にリニューアルオープンした。客室 (21室)、売店、レストラン、男女浴室、バリアフリー浴室、多目的ホールなどが整備されている。

### 湯来交流体験センター
2009年（平成21年）の国民宿舎「湯来ロッジ」のリニューアルオープン時に開設された。湯来ロッジに隣接しており、BBQやキャンプ、テントサウナ、こんにゃく作り、クラフトなど、多様な体験が可能。また、シャワークライミングやトレッキングなどの体験プログラムもここから出発する。

## エピソード
- 村下孝蔵のデビュー曲「月あかり」（1980年）のモデルとなった。
- 湯来温泉では、かつて「湯来温泉三湯めぐり」ができる「入湯手形」が販売されていた。

## アクセス
- 湯来ロッジ前 バス停下車[5]
  - 4 湯来線（広電バス[6]）：五日市駅南口（JR山陽本線・広島電鉄宮島線） - 佐伯区役所前 - 楽々園 - 広島工大入口 - 湯来川角 - （杉並台） - 大橋 - 湯来ロッジ前
  - 宇佐線（ささき観光[7]）：湯来ロッジ前 - 大橋 - 湯の山温泉 - 宇佐
  - 雲出線（ささき観光）：大谷 - 湯来ロッジ前 - 中打尾谷
- 中国自動車道 戸河内インターチェンジより約30分（国道186号・広島県道41号五日市筒賀線 経由）。
- 山陽自動車道 五日市インターチェンジより約40分（広島県道41号五日市筒賀線 経由）。

2011年1月から、冬季の間、「特定非営利活動法人 湯来観光地域づくり公社」によって、広島駅前からマイクロバスが運行されている。

## 註
1. 1 2 3 4 5 6 7 8 9 10 11 12 13 14  湯来温泉・湯の山温泉 国民保養温泉地計画書 環境省、2025年3月25日閲覧
2. 1 2  “第7 温泉事業”.   広島県. 2025年3月25日閲覧。
3. ↑  広島・湯来温泉の河鹿荘、1年以上「一時休業」 修繕に数千万円必要、再開めど立たず　中国新聞　2025年2月10日
4. ↑  岡岷山「都志見往来日記」1797年
5. ↑  湯来温泉 ｜ 1000年を超える歴史を誇る広島の名湯｜湯来・湯の山温泉郷
6. ↑  バス情報 路線バス 広電バス
7. ↑  湯来地区路線バス ささき観光
8. ↑  特定非営利活動法人 湯来観光地域づくり公社